# Sokpo
Sokpo är en klan i Liberia.   Den ligger i regionen Grand Cape Mount County, i den nordvästra delen av landet, 120 km norr om huvudstaden Monrovia.